# القرية (مودية)

تعديل مصدري - تعديل

القرية هي إحدى قرى عزلة مودية بمديرية مودية التابعة لمحافظة أبين، بلغ تعداد سكانها 192 نسمة حسب تعداد اليمن لعام 2004.